# Paramysis bacesoi
Paramysis bacesoi är en kräftdjursart som beskrevs av Jean-Noël Labat 1953. Paramysis bacesoi ingår i släktet Paramysis och familjen Mysidae. Inga underarter finns listade i Catalogue of Life.